# Gregariella petagnae
Gregariella petagnae är en musselart som först beskrevs av Scacchi 1832.  Gregariella petagnae ingår i släktet Gregariella och familjen blåmusslor. Inga underarter finns listade i Catalogue of Life.